# Exorista ladelli
Exorista ladelli är en tvåvingeart som först beskrevs av Baranov 1936.  Exorista ladelli ingår i släktet Exorista och familjen parasitflugor.
Artens utbredningsområde är Thailand. Inga underarter finns listade i Catalogue of Life.